# 구 호남은행 목포지점
구 호남은행 목포지점(舊 湖南銀行 木浦支店)는 대한민국 전라남도 목포시에 있는 1929년에 세워진 호남은행의 목포지점 건물이다. 2002년 5월 31일 대한민국의 국가등록문화재 제29호로 지정되었다.

## 개요
호남은행은 1920년 일본 자본에 대항해서 광주에서 만든 민간 자본 은행으로, 목포 지점은 1929년 설립됐다.
타일마감, 정면 출입구 석조 마감 등에서 건축당시의 모습을 잘 갖추고 있고 근대 개항도시 목포에 현존하는 유일한 근대 금융계 건축물이다. 순수 민족계 은행으로 그 역사성 및 사회성이 인정된다.